# Chaville
Chaville è un comune francese di 18 831 abitanti situato nel dipartimento degli Hauts de Seine nella regione dell'Île de France a 13 km dal centro della capitale francese. La città è situata in prossimità delle 2 città più visitate in Francia, e cioè Parigi e Versailles. Antica tenuta reale, è vicino al parco di Saint-Cloud (Domaine national) e alla Manifattura Nazionale di Sèvres; a Chaville, il 44 % del territorio è coperto dalle foreste di Meudon e dei Fausses Reposes, circa 156 ettari di superficie forestale, vecchi possedimenti di caccia dei re francesi.

## Società

### Evoluzione demografica
Abitanti censiti

## Amministrazione

### Gemellaggi
- Settimo Torinese
- Alsfeld
- Barnet